# Cagayán
Cagayán es una de las provincias que conforma Filipinas. Su cabecera, Tuguegarao, se halla a 483 kilómetros al norte de Manila, por la autopista Maharlika, también conocida como carretera del Valle del Cagayán.

## Localización
- Se encuentra en el noreste de la isla de Luzón, a 17° 30′ N y 121° 15′ E.

## Límites
El canal de Balintang, forma el límite con la provincia de Batanes. La Sierra Madre transcurre por la costa oriental. Al sur, limita con la provincia de Isabela. La provincia incluye las islas Babuyán.

## División administrativa
Políticamente se divide en 28 municipios y la capital. Cuenta con 820 barangays. 
Consta de tres distritos del congreso.
| Ciudad/Municipalidad     | N.º de Barangays | Población (2010) | Área (km²) | Código    |
| ------------------------ | ---------------- | ---------------- | ---------- | --------- |
| Abulug                   | 20               | 30,675           | 162.60     | 021501000 |
| Alcalá                   | 25               | 37,773           | 187.20     | 021502000 |
| Allacapán                | 27               | 31,662           | 306.80     | 021503000 |
| Amulung                  | 47               | 45,182           | 242.20     | 021504000 |
| Aparri                   | 42               | 61,199           | 286.64     | 021505000 |
| Baggao                   | 48               | 78,188           | 920.60     | 021506000 |
| Ballesteros              | 19               | 32,215           | 120.00     | 021507000 |
| Buguey                   | 30               | 28,455           | 164.50     | 021508000 |
| Calayán                  | 12               | 16,200           | 494.53     | 021509000 |
| Camalaniugán             | 28               | 23,404           | 76.50      | 021510000 |
| Clavería                 | 41               | 30,482           | 194.80     | 021511000 |
| Enrile                   | 22               | 32,553           | 184.50     | 021512000 |
| Gattarán                 | 50               | 54,848           | 707.50     | 021513000 |
| Gonzaga                  | 25               | 36,303           | 567.43     | 021514000 |
| Iguig                    | 23               | 25,559           | 108.10     | 021515000 |
| Lal-lo (Nueva Segovia)   | 35               | 41,388           | 702.80     | 021516000 |
| Lasam                    | 30               | 36,994           | 213.70     | 021517000 |
| Pamplona                 | 18               | 23,236           | 173.30     | 021518000 |
| Peñablanca               | 24               | 42,736           | 1,193.20   | 021519000 |
| Piat                     | 18               | 22,961           | 139.60     | 021520000 |
| Rizal                    | 29               | 18,592           | 124.40     | 021521000 |
| Sánchez-Mira             | 18               | 23,257           | 198.80     | 021522000 |
| Santa Ana                | 16               | 30,458           | 441.30     | 021523000 |
| Santa Práxedes Langangan | 10               | 3,646            | 109.97     | 021524000 |
| Santa Teresita           | 13               | 17,600           | 166.98     | 021525000 |
| Santo Niño de Faire      | 31               | 26,126           | 512.90     | 021526000 |
| Solana                   | 38               | 76,596           | 234.60     | 021527000 |
| Tuao                     | 32               | 57,620           | 215.50     | 021528000 |
| Tuguegarao               | 49               | 138,865          | 144.80     | 021529000 |

## Geografía
Cagayán forma una extensión de llanos y valles, confinada por las montañas al norte. 

### Hidrografía
Cruzada por diversos ríos, el más grande es el Cagayán, que nace en la provincia de Nueva Vizcaya con un área de drenaje de cerca de 27.300 kilómetros cuadrados  y una reserva de agua subterránea de 47.895 mcm, atraviesa  la provincia de sur a norte. 
Los afluentes más importantes del río Cagayán son: el río de Pinacanauan en Peñablanca en el sureste; el  Dummun en Gattaran y el  Pared en Alcala, ambos en Cagayán central; el Zinundungan en Lasam y el río de Matalag en Rizal, ambos en el oeste. 
Los otros ríos son el río Chico en el sudoeste Cagayán en Tuao, el Pata y el Abulug en el noroeste, el río de Buguey en el norte, y el Cabicungan en el noreste. 
Estos ríos riegan llanos y valles de la provincia proporcionando agua para consumo doméstico y riego.

## Clima
Debido a su latitud, el clima del país es tropical: cálido, húmedo, y constante a lo largo del año. 
Debido a su topografía, Cagayán tiene tres tipos de climas:
- El  clima tipo I prevalece en Sta. Praxedes y en Claveria occidental con dos estaciones pronunciadas: lluviosa de mayo a octubre y seca el resto del año.

- El tipo III se experimenta en la parte este de Sierra Madre y en las islas Babuyan, en donde la precipitación se distribuye uniformemente durante todo el año principalmente debido a los vientos del este.

- El resto de la provincia, tiene tipo II,  con precipitaciones medias entre mayo y octubre. De noviembre a enero, el monzón del noroeste de Asia trae aires secos y frescos. Debido a la línea de la costa abierta en el norte, esta parte de la provincia siente el impacto completo de este fenómeno, que determina mañanas y tardes con temperaturas medias extendiéndose de 18 a 21 °C.

## Historia
El explorador español Juan de Salcedo exploró la costa de Cagayán en 1572 y  se encontró con comerciantes chinos y japoneses. En 1582, después de expulsar a los piratas japoneses a lo largo de la costa (Combates de Cagayán), los españoles fundaron Nueva Segovia, en la actualidad Lal-lo. 
En 1595, Nueva Segovia se convirtió en sede  episcopal, cuyo territorio se extendía por el norte da isla de Luzón. La pacificación y colonización de Cagayán fue lenta debido a la hostilidad de los naturales. Su evangelización comenzó en 1596 con la llegada de misioneros dominicos.
El cultivo del tabaco, que era un artículo importante de comercio y consumo fue prohibido inicialmente. En 1787 surgieron disturbios contra el monopolio del tabaco y muchos establecimientos cerca de las montañas fueron abandonados por los naturales, que deseaban continuar cultivándolo. Diez años más tarde, su cultivo fue permitido en el valle y Cagayán pronto se convirtió en la mayor área de producción de todo el archipiélago.
La migración de los ilocanos facilitó la extensión de la agricultura en la región. A mitad del siglo XIX, su gran número, dio lugar a que la lengua de Iloco, suplantara al Ibanag como la lengua franca regional.     
Durante la Segunda Guerra Mundial, las unidades japonesas aterrizaron en la ciudad de Aparri algunos días después del bombardeo de Pearl Harbour en diciembre de 1941. El valle figuró otra vez como zona prominente en los planes de las fuerzas japonesas para defenderlo como línea segura de retirada a Taiwán en 1945 hostigadas por los guerrilleros filipinos y el ejército estadounidense.

### Divisiones administrativas
Al comienzo de la colonización española, todo el noroeste de Luzón, constituía una sola provincia con el nombre de Cagayán.  
En 1839 la mitad meridional del valle se formó como distrito político-militar con el nombre de Nueva Vizcaya. 
En 1856, con parte de Cagayán y de Nueva Vizcaya se forma la provincia de  Isabela. 
Cagayán perdió aún más territorio con la formación del partido de Itaves en 1889 y de la comandancia de Apayaos en 1890. 
A finales del siglo XIX la provincia de Cagayán comprendía las comandancias de Apayaos, Cabugaoan e Itaves.
Los estadounidenses delinearon los límites actuales de Cagayán en 1908. En 1901, la Comisión Filipina de Estados Unidos decretaba el acta n.º 209 que en efecto estableció el gobierno provincial de Cagayán.